# Poederdonsklauwier
De poederdonsklauwier (Dryoscopus cubla) is een zangvogel uit de familie Malaconotidae (bosklauwieren).

## Verspreiding en leefgebied
Deze soort komt voor in centraal, oostelijk en zuidelijk Afrika en telt vijf ondersoorten:
- D. c. affinis: zuidelijk Somalië, oostelijk Kenia en noordoostelijk Tanzania.
- D. c. nairobiensis: van centraal Kenia tot noordelijk Tanzania.
- D. c. hamatus: van noordelijk Angola tot zuidwestelijk Kenia, oostelijk Tanzania, Mozambique en noordoostelijk Zuid-Afrika.
- D. c. okavangensis: zuidelijk Angola, Namibië, zuidelijk Zambia en noordelijk Botswana.
- D. c. cubla: zuidoostelijk Zuid-Afrika.

## Status
De grootte van de populatie is niet gekwantificeerd maar de soort wordt omschreven als algemeen tot zeer algemeen. Op de Rode lijst van de IUCN heeft deze soort de status niet bedreigd.